# Adam Stachowiak
Adam Stachowiak (Żyrardów, Voivodat de Masòvia, 10 de juny de 1989) és un ciclista polonès, professional des del 2012 i actualment a l'equip Voster Uniwheels.

## Palmarès en ruta
- 2015
  - 1r al Memorial Józef Grundmann i Jerzy Wizowski
- 2019
  - 1r a la Małopolski Wyścig Górski i vencedor d'una etapa

## Palmarès en pista
- 2013
  -  Campió de Polònia de Persecució per equips